# Neocladia howardi
Neocladia howardi är en stekelart som beskrevs av Perkins 1906. Neocladia howardi ingår i släktet Neocladia och familjen sköldlussteklar. Inga underarter finns listade i Catalogue of Life.